# Pennapiedimonte
Pennapiedimonte é uma comuna italiana da região dos Abruzos, província de Chieti, com cerca de 556 habitantes. Estende-se por uma área de 47 km², tendo uma densidade populacional de 12 hab/km². Faz fronteira com Caramanico Terme (PE), Fara San Martino, Guardiagrele, Palombaro, Pretoro, Rapino, Roccamorice (PE).

## Demografia
| Variação demográfica do município entre 1861 e 2011                               |
|                                                                                   |
| Fonte: Istituto Nazionale di Statistica (ISTAT) - Elaboração gráfica da Wikipedia |